# عتيج (فلم)
عتيج، هو فيلم كويتي-درامي، من إخراج أحمد الخلف وتأليف يعرب بو رحمة، عرض في دور السينما الكويتية والخليجية في نوفمبر 2016 وشارك في مهرجان القاهرة السينمائي الدولي ضمن مسابقة آفاق السينما العربية ومثل دولة الكويت في المهرجان الخليجي الثالث لسينما دول مجلس التعاون في أبوظبي. الفيلم من بطولة هيفاء عادل وصلاح الملا وخالد البريكي وعبد المحسن القفاص. حيث يقدم الفيلم رحلة داخل المجتمع الكويتي بمختلف توجهاته وأطيافه. صدر الفيلم بتاريخ 17 نوفمبر 2016 في كلاً من الكويت والإمارات.

## ملخص القصة
يقدم الفيلم رحلة داخل المجتمع الكويتي بمختلف توجهاته وأطيافه مع تناول عدد من علاقات الحب المتشكلة وقصص من العطاء من خلال مسباح يربط بين جميع هذه القصص.

## طاقم العمل
- هيفاء عادل بدور "أم عتيج"
- صلاح الملا بدور "أبو عتيج"
- خالد البريكي بدور "عتيج"
- عبد المحسن القفاص بدور "ضاري"
- نور الغندور بدور "جوي"
- روان الصايغ بدور "شيخة"
- علي محسن بدور "مرزوق"
- عبد الله الريس بدور "خلف"
- علي نجم بدور "صوت الراوي"

## روابط خارجية
- مقالات تستعمل روابط فنية بلا صلة مع ويكي بيانات